# کریکساس دو توکانتین
کریکساس دو توکانتین (به پرتغالی: Crixás do Tocantins) یک منطقهٔ مسکونی در برزیل است که در توکانتینس واقع شده‌است. کریکساس دو توکانتین ۱٬۷۳۵ نفر جمعیت دارد.